# گابریل لونا
گابریل لونا (انگلیسی: Gabriel Luna؛ زادهٔ ۵ دسامبر ۱۹۸۲) بازیگر و تهیه‌کننده اهل ایالات متحده آمریکا است. وی از سال ۲۰۰۵ میلادی تاکنون مشغول فعالیت بوده‌است.
از فیلم‌ها یا برنامه‌های تلویزیونی که وی در آن نقش داشته است، می‌توان به برنی، کارآگاه حقیقی و ایفای نقش ریو-۹ در نابودگر: سرنوشت تاریک اشاره کرد.